# Caladenia denticulata subsp. albicans
Caladenia denticulata subsp. albicans es una subespecie de la especie Caladenia denticulata, una planta de la familia de las orquídeas. Se trata de una subespecie endémica del estado australiano de Australia Occidental, donde se da la única población de esta subespecie, en la localidad de Arrowsmith. 

## Descripción
Caladenia denticulata subsp. albicans es una planta terrestre, perenne y caducifolia. Las flores son de color blanco mate. El labelo es de color blanco con rayas, puntos o manchas rojas.

## Distribución y hábitat
Caladenia denticulata subsp. albicans es una subespecie endémica, que se encuentra en el área de Arrowsmith, en el oeste de Australia Occidental. Crece en suelo húmedo y calcáreo, debajo de otras especies como el eucalipto rojo (Eucalyptus camaldulensis) o del género Acacia. 
La floración ocurre entre agosto y principios de septiembre.

## Etimología
El epíteto subespecífico albicans viene del latín albus (blanco) y el sufijo -cans, aludiendo al color blanco mate de las flores.

## Conservación
Según el Departamento de Biodiversidad, Conservación y Atracciones del Gobierno de Australia Occidental, la especie está clasificada dentro de la categoría de «prioridad 1», que se da en especies de las que se conocen pocas poblaciones y están potencialmente en riesgo.